# Laurent-Désiré Kabila
Laurent-Désiré Kabila, geralmente conhecido como Kabila, o Pai (Likasi, Catanga, 27 de novembro de 1939 — Quinxassa, 16 de janeiro de 2001), foi um filósofo, guerrilheiro e político quinxassa-congolês. Foi presidente da República Democrática do Congo de 1997 até 2001, quando foi assassinado.
Kabila ganhou destaque inicialmente como oponente de Mobutu Sese Seko durante a Crise do Congo (1960-1965). Participou da rebelião Simba e liderou o estado separatista rebelde de Maquis de Fizi, alinhado ao bloco comunista, no leste do Congo, de 1967 a 1986, antes de desaparecer da vida pública. Na década de 1990, Kabila ressurgiu como líder da Aliança das Forças Democráticas para a Libertação do Congo (AFDL), um grupo rebelde patrocinado por Ruanda e Uganda que invadiu o Zaire e derrubou Mobutu Sese Seko durante a Primeira Guerra do Congo, de 1996 a 1997. Após a guerra, Kabila tornou-se o novo presidente do país, cujo nome foi alterado novamente para República Democrática do Congo.
No ano seguinte, ele ordenou que todas as tropas estrangeiras deixassem o país após massacre de Kasika, levando à Segunda Guerra do Congo (1998-2003), na qual seus ex-aliados ruandeses e ugandenses apoiaram vários grupos rebeldes para derrubá-lo. Quando foi morto em 2001 por seu guarda-costas, em plena guerra civil em seu país, seu filho, Joseph Kabila assumiu o cargo de presidente, logo em seguida.

## Biografia
Kabila era proveniente da etnia luba, tendo nascido em Likasi, na ainda província de Catanga. Seu pai era da etnia luba e sua mãe era da etnia lunda; a etnia de seu pai era definidora no sistema de parentesco patriarcal.
Na juventude, Kabila estudou no exterior, iniciando licenciatura em filosofia política na Universidade de Paris, sem conseguir concluir.

### Atividades políticas
Pouco depois do Congo alcançar a independência em 1960, Catanga separou-se sob a liderança de Moïse Tshombe. Kabila organizou os lubas numa rebelião anti-secessionista em Manono. Como resultado da rebelião, em setembro de 1962, foi criada uma nova província, Catanga do Norte. Tornou-se membro da assembleia provincial e serviu como chefe de gabinete do Ministro da Informação Ferdinand Tumba. Em setembro de 1963, ele e outros jovens membros da assembleia foram forçados a demitir-se, enfrentando alegações de simpatias comunistas.
Kabila estabeleceu-se como um apoiador do lumumbista (nacionalistas de esquerda) linha dura Prosper Mwamba-Ilunga. Quando os lumumbistas formaram o Conselho Nacional de Libertação, ele foi enviado para o leste do Congo para ajudar a organizar uma revolução, em particular nas províncias de Quivu e Catanga do Norte. A frente aberta por Kabila tornou-se uma das maiores e mais bem-sucedidas empreitadas guerrilheiras da rebelião Simba, que acontecia no Congo-Quinxassa. Em 1965, Kabila montou uma base rebelde para operações transfronteiriças em Quigoma, Tanzânia, através do lago Tanganica.

### Associação com Che Guevara
Kabila conheceu Che Guevara pela primeira vez no final de abril de 1965, quando Guevara havia aparecido no Congo-Quinxassa com aproximadamente 100 homens cubanos que pretendiam colaborar na rebelião Simba, com táticas de combate cubanas, para derrubar o governo quinxassa-congolês. Guevara auxiliou Kabila e suas forças rebeldes por alguns meses antes de afirmar sobre Kabila que "nada me leva a acreditar que ele é o homem da hora" a que havia aludido, por estar muito distraído e seus homens mal treinados e disciplinados. Isso, na opinião de Guevara, justificava o fato de Kabila chegar com dias de atraso, às vezes, para fornecer suprimentos, ajuda ou apoio aos homens de Guevara. Kabila preferia passar a maior parte do tempo se divertindo em atividades boêmias em vez de treinar seus homens ou lutar contra as forças do governo quinxassa-congolês. A falta de cooperação entre Kabila e Guevara contribuiu para a supressão da revolta em novembro do mesmo ano.
Na opinião de Guevara, de todas as pessoas que conheceu durante sua campanha no Congo, apenas Kabila possuía "qualidades genuínas de um líder de massa"; mas Guevara criticou Kabila por sua falta de "seriedade revolucionária". Após o fracasso da rebelião, Kabila passou a contrabandear ouro e madeira no Lago Tanganica. Ele também administrava um bar em Quigoma, na Tanzânia.

### Líder do estado marxista de Fizi (1967–1986)
Em 1967, Kabila e seus apoiadores remanescentes transferiram suas operações para a região montanhosa de Fizi-Baraca, em Quivu do Sul, no Congo-Quinxassa, e fundaram o Partido Revolucionário Popular (PRP). Com o apoio da República Popular da China, o PRP criou um estado marxista secessionista na província de Quivu do Sul, a oeste do lago Tanganica, denominado de Maquis de Fizi.
Enquanto visitava Campala na década de 1980, Kabila conheceu Yoweri Museveni, que se tornaria o presidente de Uganda. Museveni e o ex-presidente da Tanzânia, Julius Nyerere, mais tarde apresentaram Kabila a Paul Kagame, que se tornaria presidente de Ruanda. Esses contatos pessoais tornaram-se vitais em meados da década de 1990, quando Uganda e Ruanda buscaram um nome quinxassa-congolês com experiência política e militar para sua intervenção no Zaire.
O estado de Fizi chegou ao fim em 1986 dado o colapso econômico e de recursos que o território enfrentava e a diminuição de apoio da China sob orientação denguista. Kabila desapareceu e foi amplamente considerado morto. No período, se refugiou na Jugoslávia, depois na União Soviética e, por último, na Tanzânia. Obteve seu diploma em filosofia na Universidade Estatal de Tasquente V. I. Lenine, em Tasquente, na União Soviética, fazendo complementação de estudos na Universidade de Dar es Salaam, na Tanzânia.

### Primeira Guerra do Congo
À medida que os refugiados hútus ruandeses fugiam para o Zaire após o genocídio de 1994 em Ruanda, os campos de refugiados ao longo da fronteira Zaire-Ruanda tornaram-se militarizados com as milícias hútus prometendo retomar o poder em Ruanda. O regime de Quigali considerou essas milícias como uma ameaça à segurança e estava buscando uma maneira de desmantelar esses campos de refugiados. Depois que Quigali expressou suas preocupações de segurança a Quinxassa, solicitando que os campos de refugiados fossem movidos para o interior do país, e Quinxassa ignorou essas preocupações, o regime de Quigali acreditou que apenas a opção militar poderia resolver o problema. No entanto, uma operação militar dentro do Zaire provavelmente seria vista pela comunidade internacional como uma invasão. Um plano foi posto em prática para fomentar uma rebelião baniamulenge que serviria como cobertura. A Aliança das Forças Democráticas para a Libertação do Congo (AFDL) nasceu então quando o Ruanda reuniu quatro exilados políticos congoleses, com Kabila como seu porta-voz e um dos cofundadores, em 18 de outubro de 1996. Além disso, em 4 de Janeiro de 1997, foi adoptado um acordo para fundir os quatro partidos políticos fundadores num único movimento para "reunir todas as forças vivas da nação quinxassa-congolesa". Kabila foi nomeado líder da AFDL como presidente do seu comité executivo.
Como nativo de Catanga, ele foi usado para dar às AFDL um caráter mais nacional em vez de ser um movimento tútsi. Em meados de 1997, a AFDL havia invadido quase completamente o país e derrotado as tropas restantes do exército de Mobutu. Somente a infraestrutura decrépita do país atrasou as forças de Kabila; em muitas áreas, o único meio de trânsito eram caminhos de terra usados irregularmente. Após o fracasso das negociações de paz realizadas a bordo do navio sul-africano SAS Outeniqua, Mobutu fugiu para o exílio em 16 de maio.

### Presidência e morte (1997–2001)
No dia seguinte, de sua base em Lubumbashi, Kabila declarou vitória e se instalou como presidente. Kabila suspendeu a Constituição e mudou o nome do país de Zaire para República Democrática do Congo — o nome oficial do país de 1964 a 1971. Ele fez sua entrada triunfal em Quinxassa em 20 de maio e foi empossado em 31 de maio, iniciando oficialmente seu mandato como presidente.
Kabila havia sido um marxista convicto até aquele momento, mas suas políticas, enquanto presidente, passaram a orientar-se pelo pragmatismo em detrimento do marxismo. Ele declarou que as eleições não seriam realizadas por dois anos, já que levaria pelo menos esse tempo para restaurar a ordem. Enquanto alguns no Ocidente saudaram Kabila como representante de uma "nova geração" de liderança africana, os críticos acusaram as políticas de Kabila de diferirem pouco das de seu antecessor, sendo caracterizadas por autoritarismo, corrupção e abusos de direitos humanos. Já no final de 1997, Kabila estava sendo denunciado como "outro Mobutu".
Em 1998, os antigos aliados de Kabila em Uganda e Ruanda se voltaram contra ele e apoiaram uma nova rebelião do Reagrupamento Congolês para a Democracia (RCD) e do Movimento para a Libertação do Congo (MLC). Kabila encontrou novos aliados em Angola, Namíbia e Zimbábue, e conseguiu se manter no sul e oeste do país. Em julho de 1999, as negociações de paz levaram à retirada da maioria das forças estrangeiras na Segunda Guerra do Congo.
Em 16 de janeiro de 2001, Kabila foi baleado em seu escritório no Palácio de Mármore, transferido com urgência para uma unidade hospitalar no bairro de La Gombe, na capital nacional, e posteriormente transportado para o Zimbábue para tratamento médico. Eddy Kapend, seu auxiliar militar mais próximo, com auxílio dos ministros Jeannot Mwenze Kongolo e Gaëtan Kakudji, conseguiram manter o poder e a estabilidade, apesar do assassinato de Kabila. Kapend, assumindo a coordenação interina do governo, fez o primeiro comunicado oficial. Mais tarde, no mesmo dia, foi feito o comunicado confirmando a morte de Kabila pelo ministro da saúde Leonard Mashako Mamba, que estava no escritório ao lado quando o presidente foi baleado e chegou imediatamente após o ocorrido. O governo confirmou que Kabila foi socorrido e morreu enquanto tentava chegar ao Zimbábue.
Seu filho, Joseph Kabila, tornou-se presidente interino no dia seguinte a morte de Laurent-Désiré Kabila, por influência de Eddy Kapend. Alegadamente, as autoridades da República Democrática do Congo estavam cumprindo o "testemunho verbal" do falecido presidente. O então ministro da Justiça, Mwenze Kongolo, e o ajudante de campo de Kabila, Eddy Kapend, relataram que Laurent-Désiré Kabila lhes havia dito que seu filho Joseph, então número dois do exército, deveria assumir o poder, se ele morresse no cargo.
Uma semana depois, o corpo de Laurent-Désiré Kabila foi transladado do Zimbábue para a República Democrática do Congo para um funeral de estado. Joseph Kabila tomou posse como presidente efetivo dez dias depois.

## Vida pessoal
Além de Joseph Kabila, teve os filhos Jaynet Kabila e Zoé Kabila, todos nascidos em Maquis de Fizi e todos filhos de sua esposa Sifa Mahanya. Uma mulher chamada Zaina Kibangula alegou que teve com Laurent-Désiré Kabila os filhos Aimée Kabila Mulengela e Étienne Taratibu Kabila, ligações parentais nunca reconhecidas pelo núcleo central da família. Além dos filhos, era notória também Espérance Kabila, irmã de Laurent-Désiré Kabila.